# Макалестер (Оклахома)
Макалестер (енгл. McAlester) град је у америчкој савезној држави Оклахома.

## Демографија
По попису из 2010. године број становника је 18.383, што је 600 (3,4%) становника више него 2000. године.
| Група             | 2000.          | 2010.          |
| Белци             | 13.088 (73,6%) | 12.425 (67,6%) |
| Афроамериканци    | 1.544 (8,7%)   | 1.306 (7,1%)   |
| Азијати           | 70 (0,4%)      | 122 (0,7%)     |
| Хиспаноамериканци | 541 (3,0%)     | 1.198 (6,5%)   |
| Укупно            | 17.783         | 18.383         |